# Бармен (город, Германия)

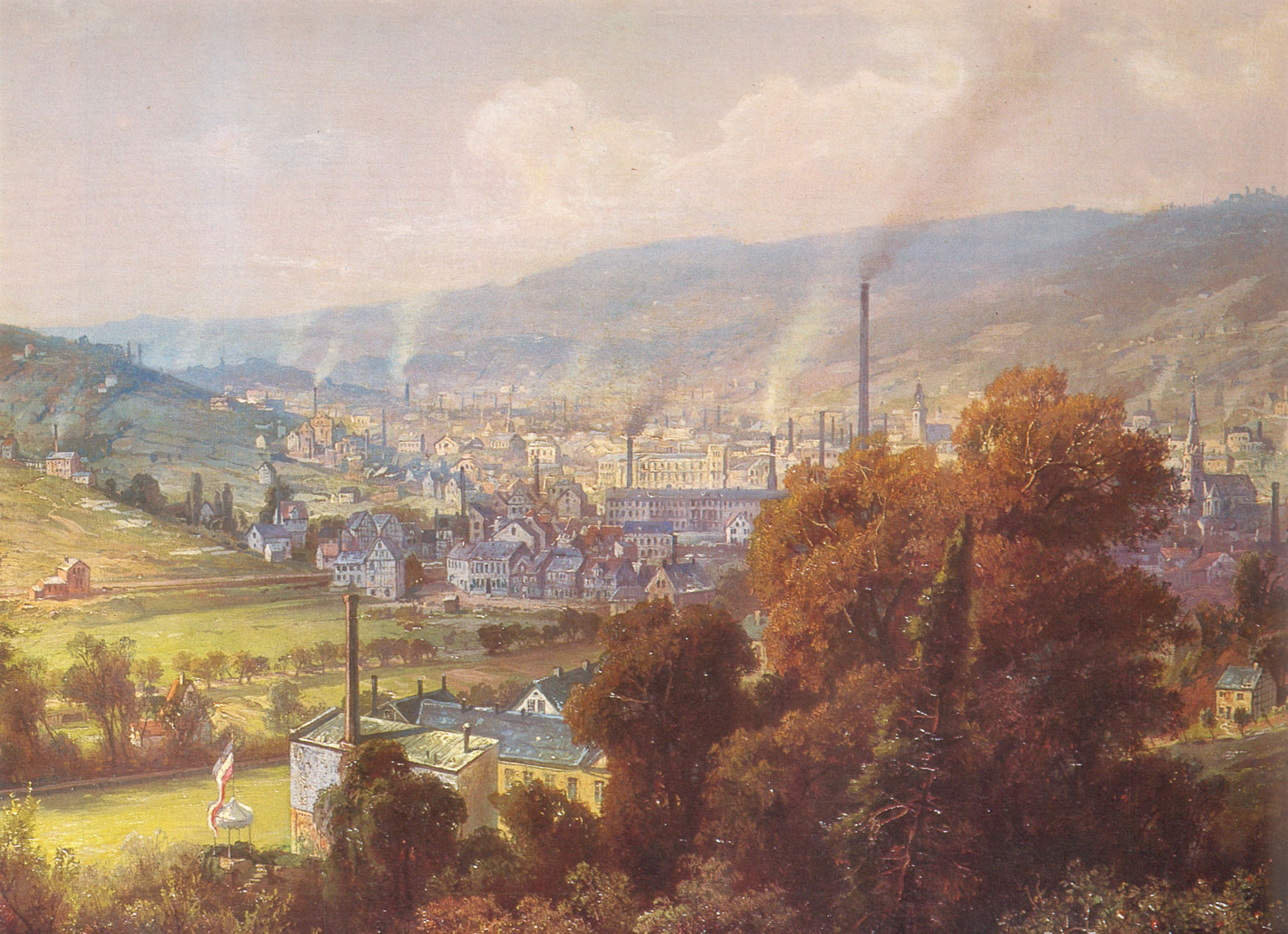
Бармен в 1870 году. Картина Августа фон Вилле

Бармен (нем. Barmen) — бывший город в Германии, расположенный на реке Вуппер. С 1929 года является частью города Вупперталь. На протяжении XIX века Бармен был одним из ключевых центров промышленности и социалистического движения в Европе. Известен совместно с соседним городом Эльберфельдом созданием первой в мире электрической подвесной железной дороги.

## История
Бармен впервые упоминается в документах в XII веке как деревня "Bärmen".
Во время Тридцатилетней войны в 1634 году поселение было оккупировано шведскими войсками под командованием Вильгельма V Гессен-Кассельского.
К началу 1700-х годов он все еще не имел городской застройки и представлял из себя концентрацию ферм. Первая церковь в Бармене была построена между 1710–1714 годами.
По Шёнбруннскому договору поселение отошло Франции и  под французским управлением получило в 1808 году статус города.
28 ноября 1820 года в Бармене в семье текстильного фабриканта родился Фридрих Энгельс.
В 1929 году, в рамках административной реформы, Бармен объединился с Эльберфельдом и тремя другими городами в единый город Вупперталь. Несмотря на потерю статуса самостоятельного города, Бармен остаётся важным районом, сохранившим историческую атмосферу и культурное значение.
В 1934 году в городе была подписана Барменская декларация.

## Память
Астероид 118173 Бармен назван в честь Барменского Синода 1934 года, издавший так называемую Барменскую декларацию — протестантская оппозиция национал-социалистической идеологии.

## Население
| Год            | Население    |
| -------------- | ------------ |
| 1591           | около 1000   |
| 1640           | около 1900   |
| 1800           | около 12 000 |
| 1810           | 16 289       |
| 1816           | 19 030       |
| 1840           | 30 847       |
| 1 декабря 1875 | 86 504       |
| 1 декабря 1890 | 116 144      |
| 1 декабря 1900 | 141 947      |
| 1905           | 156 148      |
| 1 декабря 1910 | 169 214      |
| 1 декабря 1919 | 156 326      |
| 16 июня 1925   | 187 099      |